# فرهنگ دادی‌وان
فرهنگ دادی‌وان (چینی سنتی: 大地灣文化; پین‌یین: Dàdìwān yízhǐ) یک فرهنگ باستان‌شناختی مربوط به دوران نوسنگی بود که حدوداً بین سالهای ۵۸۰۰ (پ.م) و ۵۴۰۰ (پ.م) در در شرق گانسو و شاآنشی در چین رشد کرد. نام این فرهنگ از روی محوطه شاخصش یعنی روستای دادی‌وان گرفته شده‌است.
قدیمی‌ترین شواهد کشاورزی در خاور دور در دادی‌وان پیدا شده است.
بقایای ساختمانی معروف به F901 در دادی‌وان یافت شده است که به باور باستان‌شناسان یک مکان عمومی بوده است.
. این ساختمان نقشه‌ای مستطیلی به اضلاع ۱۶ متر در ۸ متر (نسبت ۲:۱) و سه در به عرض ۱٫۲ متر داشته. نسبت ۲:۱ نقشه این احتمال را به وجود می‌آورد که سقف ساختمان شیروانی بوده باشد. یک رواق کوچک با ۱۸ ستون جلوی در ورودی اصلی جای گرفته بود. فضای داخلی ساختمان به شکلی متقارن تقسیم شده‌است. پنج اتاق کوچک در عقب ساختمان در نظر گرفته شده بود که می‌تواند اتاق شخصی سران قبیله یا انبار باشد.